# Пионерский (Иркутская область)
Пионерский —поселок, входящий в Новочунское муниципальное образование Чунского района Иркутской области.

## Географическое положение
Поселок находится в 15 километрах на запад от районного центра поселка Чунский, прилегая с севера к железной дороге Тайшет-Лена на левом берегу реки Чуна.

## Климат
Климат резко континентальный, характеризуется резкими колебаниями суточных и годовых температур воздуха, суровой, продолжительной зимой и жарким коротким летом. Средняя температура в январе минус 19°С, в июле плюс 18°С; среднегодовое число осадков 407,7 мм, число дней со снежным покровом 176, продолжительность безморозного периода 70-80 дней. В декабре температура достигает до минус 53°С, летом плюс 37°С. Амплитуда колебания её составляет в среднем 85°С. Продолжительность безморозного периода 90-94 дня, последний весенний и первый осенний заморозки приходятся на начало июня и сентября. Годовое количество осадков составляет от 377 до 478 мм, 75-80 % годовой суммы осадков фиксируется в июле-августе, минимум – в марте. Высота снежного покрова достигает 40-50 см. Многолетняя мерзлота мощностью до 15 м распространена в виде редких островов и линз в днищах распадков, падей, на заболоченных участках долин рек.

## История
Поселок почти ровесник магистрали Тайшет- Лена. На берегу реки Чуна появился лагерь для японских военнопленных. На насыпи есть дата- «1949 год».  Это была память о японцах, которые пробыв там недолго, были отправлены на родину.  А их место заняли советские заключенные. Поселок стал официально называться Пионерский с 1954 года, когда рядом с ним открылся пионерский лагерь. В начале 90- х годов лагерь прекратил свое существование. Единственная в районе нефтебаза появилась в 70- е годы именно здесь. Новая школа  была построена к 1 сентября 1991 года. К большому сожалению, летом 2013 года школы не стало. Она сгорела. В поселке базировался с 1972 года по 1996 год Кустанайский ЛПХ. После развала имущество ЛПХ продали и создалось новое предприятие, оно называется Пионерский ЛПХ.
В поселке имеется лишь стандартный набор социальных объектов: начальная школа, детский сад, клуб, медпункт, магазины и почта. Поэтому две трети трудоспособного населения Пионерского работают в ЛПХ, а предприятие с середины девяностых считается градообразующим, основой экономической и социальной жизни поселка. Ныне «Пионерский ЛПХ» находится на грани банкротства.

## Население
Постоянное население составляло 460 человек в 2002 году (89% русские), 409 человек  в 2010.